# 乗鞍山頂簡易郵便局
乗鞍山頂簡易郵便局（のりくらさんちょうかんいゆうびんきょく）は、岐阜県高山市にある郵便局である。7月から9月末まで期間限定で開設されている
。

## 概要
1968年（昭和43年）に設置された。
開設期間は夏山シーズンに合わせた7月から9月末のみで営業時間は8:00-16:00である。貯金や保険は取り扱っていない。乗鞍スカイライン終点の畳平のバスターミナルの土産店「一万尺」に併設されている。
なお、期間限定で開設される郵便局として富士山頂郵便局のほか、白山山頂郵便局、上高地郵便局、立山山頂簡易郵便局、白馬山頂簡易郵便局などが有る。

## 取扱内容
- 郵便物の引受け（外国あては除く）[1]
- 郵便切手類の販売[1]